# Komoróczy György
Komoróczy György, álneve Szigeti György (Domahida, 1942. február 10. –) romániai magyar nyelvművelő, helytörténetíró, közíró.

## Életútja
Székelyudvarhelyen érettségizett (1959), Resicán elvégezte a felsőfokú vegyészeti technikumot (1963). Két évig a resicai Vaskohászati Kombinát vegyelemző laboratóriumában dolgozott, 1965-től Székelyudvarhelyen a helyiipari vállalat, 1977-től a Matricagyár technikusa. Nyelvtudományi ismereteit autodidakta úton szerezte: munkássága különösen a műszaki és a hivatalos nyelvhasználat hibáinak számontartására irányul.
A Gálffy Mózes és Murádin László összeállításában kiadott Anyanyelvünk művelése (1975) c. gyűjteményes kötet munkatársa. A Hargita Kalendáriumban a nyelvrokonság rejtelmeiről, nyelvi magatartásformákról, a helyes kiejtésről értekezik (1978-88). Szerkesztésében jelent meg a Daciada a Madarasi Hargitán (Csíkszereda, 1982) című turisztikai kiadvány.
Első írását a Hargita közölte (1970), ahol állandó nyelvművelő rovatot vezetett. Közművelődési és nyelvművelő cikkei jelentek meg a Munkásélet, A Hét, Utunk és az Ifjúmunkás, 1990 után a Hargita Népe, Ifi Fórum, Udvarhelyi Híradó, Székely Útkereső, Erdélyi Napló, Romániai Magyar Szó hasábjain. Városában, Székelyudvarhelyen a Nyelvbarátok Köre egyik szervezője, az 1991-ben alakult Anyanyelvápolók Erdélyi Szövetsége (AESZ) tagja, itt 1993-ban vezetőségi taggá választották.
1989 után született gazdag publicisztikai munkásságának középpontjában a közéleti kérdéseken túl az anyanyelvápolás, a nyelvművelés kérdései állnak.

## Kötetei (válogatás)
- Évtizedek viharában. Ötvenéves a Madarasi Hargita menedékház. Székelyudvarhely, 1991.
- Komoróczy György–Komoróczy Zsolt: Meg kell maradni! Beszélgetések írókkal, művészekkel, tudósokkal, politikusokkal, egyházi vezetőkkel, közéleti személyiségekkel; Scripta, Nagyvárad, 1999
- Az udvarhelyi polihisztor; Székelyudvarhelyért Alapítvány, Székelyudvarhely, 2002 (Székelyudvarhelyi Ágotha Árpád)
- Magyar szavaink nyomában. Kolozsvár, NyIrK, 1994.
- Jókedvű udvarhelyiek. Ill. Nagy György grafikus. [Székelyudvarhely], 2004.
- Édes anyanyelvünk yelvművelő cikkek; Pallas-Akadémia, Csíkszereda, 2009

## Díjai, elismerései
- Pro Urbe-díj (Székelyudvarhely városvezetésétől, 2002. december 21.)
- Nyelvőrzés-díj (AESZ, 2004. május)